# Гудњус Беј (Аљаска)
Гудњус Беј (енгл. Goodnews Bay) град је у америчкој савезној држави Аљаска.

## Демографија
По попису из 2010. године број становника је 243, што је 13 (5,7%) становника више него 2000. године.
| Група             | 2000.     | 2010.     |
| Белци             | 13 (5,7%) | 11 (4,5%) |
| Афроамериканци    | 0 (0,0%)  | 0 (0,0%)  |
| Азијати           | 0 (0,0%)  | 0 (0,0%)  |
| Хиспаноамериканци | 0 (0,0%)  | 1 (0,4%)  |
| Укупно            | 230       | 243       |